# Скородум (Омская область)
Скородум — посёлок в Усть-Ишимском районе Омской области. Входит в состав Пановского сельского поселения.

## История
В 1928 году состояла из 27 хозяйств, основное население — русские. В составе Еланского сельсовета Усть-Ишимского района Тарского округа Сибирского края.

## Население
| 1926 | 2010 |
| ---- | ---- |
| 142  | ↗684 |